# Prženi krumpirići
Prženi krumpirići ili pommes frites (engleski: chips, američki engleski: French fries) je jelo proizvedeno od krumpira. Popularno je u mnogim zemljama svijeta i ima mnogo naziva. U Hrvatskoj se uobičajeno naziva kao i na francuskom jeziku pommes frites, ali se sve češće piše izgovorno, kao "pomfrit". Pripada među najnezdravije obroke. Krumpir je sam po sebi jako dobar izvor B vitamina, ali jednom kada se uroni u vruće ulje, ova se niskokalorična namirnica pretvara u kaloričnu bombu, koja podiže loš kolesterol.

## Povijest
Belgijski novinar Jo Gérard [fr] tvrdio je da obiteljski rukopis iz 1781. govori da je krumpir pržen prije 1680. u dolini Meuse, u tadašnjoj Španjolskoj Nizozemskoj (današnja Belgija):"Nastao je tako što su siromašni stanovnici Belgije imali običaj da svako njihovo jelo sadrži i male pohane ribice, no kada su se u zimskim mjesecima jezera smrzavala, bili su u nemogućnosti upecati svoj obrok te su stoga umjesto malih ribica kao prilog jelu stavljali pržene, na trakice narezane, krumpire."
Pomfrit je nastao u Francuskoj i to od Antoine-Augustina Parmentiera, samo što to nije nikad nigdje bilo točno zabilježeno.
Postoji priča da je naziv francuski krumpir nastao kada su Britanski i Američki vojnici za vrijeme prvog svjetskog rata stizali u Belgiju te su tamo okusili njihove pržene krumpiriće koje su oni prozvali francuskim krumpirima iz razloga što je francuski jezik najčesći jezik u Belgiji.

### Spiralni krumpir
Spiralni krumpir (u svijetu nazivan Spiral potato ili Tornado potato) popularna je ulična hrana u Južnoj Koreji. Recept je otkrio Jeong Eun Suk iz Agricultural Hoeori Inc. Radi se tako da se cijeli oprani sirovi krumpir nabode na drveni štapić i zatim se reže posebnim rezačem koji će izrezati krumpir u obliku spirale oko štapića, dok štapić ostaje cijeli. Krumpir se zatim rukom ravnomjerno širi po cijeloj dužini štapića, a ostaje slobodan jedino dio na kojem se rukom drži štapić prilikom konzumacije. Tako pripremljen krumpir prži se u dubokom ulju. Nakon prženja krumpir se posipa sa suhim začinima ili solju. Spiralni krumpir je dobio ime prema svom obliku koji podsjeća na spiralu ili na tornado.

### Čips
Godine 1853. u restoran Moon’s Lake House u američkoj državi New York posijetio je ugledan i veoma bogat gost. Kada mu je stiglo jelo, prženi krumpirići,  požalio se da je krumpir previše krupno isječeni te ga je vratio. Glavni kuhar isjeckao je krumpir na još sitnij komade, ispržio ga i poslao gostu. Međutim, ugledni gost i dalje nije bio zadovoljan, te je opet vratio krumpir. Nakon toga glavni kuhar je uzeo krumpir i isjekao ga na komade tanke gotovo poput lista papira te ga je bacio na vrelo ulje. Kada je ugledni gost probao ovako pripemljen krumpir, u slast je pojeo porciju i tražio još.
Nakon toga čips je postao uobičajeno jelo u ovom restoranu. Plodove otkrića ubrao je Herman Lay koji je shvatio da čips može osvojiti svijet. Dvadesetih godina 20. stoljeća počeo je pakirati čips u vrećice i prodavati ga širom SAD. Dalje je poznato, ova grickalica je zaista osvojila svijet.